# Spisak oružja Korejskog rata
Ovo je spisak oružja koje su zaraćene strane koristile u Korejskom ratu (1950-1953).

## Lično oružje

### Vatreno oružje

#### Komanda Ujedinjenih nacija
- Colt M1911A1[1]
- Webley Mk VI[1]
- Enfield No. 2 Mk I**[1]
- Colt Model 1903 Pocket Hammerless
- Colt Commander
- High Standard HDM
- Colt New Service
- M1917 revolver
- Smith & Wesson Model 10
- Colt Detective Special
- Smith & Wesson Model 15
- Smith & Wesson Model 27
- Browning Hi-Power
- Walther PP
- SACM 1935A
- SACM 1935S
- MAC Mle 1950

#### Komunističke države
- Luger P08 (PVA)
- Mauser C96 (PVA, KPA)
- Nagant M1895
- Nambu Type 14
- Nambu Type B
- Nambu Type 94
- Nambu Type 26
- Tokarev TT-33
- Walther P38 (PVA)
- Čz vz. 27
- Čz vz. 38
- Čz vz. 45
- Pistol vz. 22
- Pistole vz. 24

### Sačmarice

#### Komanda Ujedinjenih nacija
- Browning Auto-5 (ograničena upotreba)
- Ithaca 37
- Stevens M520-30
- Stevens M620
- Winchester M1897
- Winchester M1912
- Remington Model 10
- Remington Model 11-48
- Remington Model 31
- Remington Model 870

### Karabini

#### Komanda Ujedinjenih nacija
- M1 Carbine[1]
- M1A1 Carbine
- M2 Carbine[1]
- M2A1 Carbine
- M3 Carbine[1]
- Lee-Enfield No.5 Mk.I

#### Komunističke države
- Arisaka Type 38 carbine
- Arisaka Type 44 carbine
- M1 carbine (Zarobljena)
- Mosin–Nagant M1944 carbine
- SKS
- vz. 33

### Puške

#### Komanda Ujedinjenih nacija
- Arisaka Type 38 rifle[1]
- Arisaka Type 99 rifle[1]
- Springfield M1903A3[1]
- Springfield M1903A4[1]
- M1 Garand[1]
- M1C Garand
- M1D Garand
- Enfield M1917
- Winchester Model 70
- Lee–Enfield No. 1 Mk III* (samo za Australiju)
- Lee–Enfield No. 4 Mk I[1]
- Lee–Enfield No. 4 Mk I(T)
- FN M1949 (samo za Belgiju)
- MAS-36 (samo za francusku)
- MAS-49 (samo za francusku)

#### Komunističke države
- Arisaka Type 38 rifle
- Arisaka Type 30 rifle
- Arisaka Type 35 rifle
- Arisaka Type 97 rifle
- Arisaka Type 97 rifle
- Arisaka Type 99 rifle
- TERA Type 2 rifle
- Murata Type 22 rifle
- Chiang Kai-Shek rifle (licencirana kopija Mauser Standardmodell, takođe poznata kao puška tipa 24, PVA )
- Enfield M1917 (PVA)
- Gewehr 41
- Gewehr 43
- Hanyang 88 (PLA)
- M1 Garand (Zarobljena))
- Mauser Gewehr 98
- Mauser Karabiner 98k (PVA)
- Mosin–Nagant M1891/30
- Mosin–Nagant M1891/30 sniper rifle
- PTRD-41
- PTRS-41
- Springfield M1903 (PVA)
- Tokarev SVT-40 (KPA) i (PLA)
- Vz. 24
- Vz. 98/22
- CZ 452

### Automati

#### Komanda Ujedinjenih nacija
- M3 submachine gun
- Thompson M1928A1
- M50 Resing
- Thompson M1A1
- United Defense M42 Marlin (Filipini)

- Madsen M-50 (koriste ga vojnici Tajlanda)
- Owen Mark I machine carbine
- Sten Mark II
- Sten Mark V
- Sterling submachine gun
- MAT-49 (samo za francusku)

#### Komunističke države
- MP-38
- MP-40
- MP-41
- Nambu Type 100 submachine gun
- PPSh-41
- PPS-43
- Sten submachine gun (PVA)
- Thompson M1928A1 (PVA)
- Type 36 submachine gun (M3 kopija, PVA)
- Type 49 submachine gun (kopija PPŠ-41)
- Type 50 submachine gun (kopija PPŠ-41)

### Mitraljezi

#### Komanda Ujedinjenih nacija
- Browning M1917A1[1]
- Browning M1918A2[1]
- Browning M1919A4[1]
- Browning M1919A6[1]
- Browning M2HB[1]
- Bren Mk IV[1]
- Vickers machine gun[1]
- Lewis machine gun
- Besa heavy machine gun
- Madsen laki mitraljez
- MAC FM-24/29 laki mitraljez
- AA-52 teški mitraljez

#### Komunističke države
- Degtyarev DP-27 light machine gun
- Degtyarev DPM light machine gun
- Degtyarev RP-46 light machine gun
- Goryunov SG-43
- DShK 1938
- KPV heavy machine gun[2]
- Maxim PM1910
- MG 34
- SIG KE7 (PVA)
- Type 24 machine gun (PVA)
- Type 1 heavy machine gun
- Nambu Type 3 heavy machine gun
- Type 11 light machine gun
- Type 89 heavy machine gun
- Type 92 heavy machine gun
- Type 96 light machine gun
- Type 97 light machine gun
- Type 98 heavy machine gun
- Type 99 light machine gun
- ZB vz. 26 (PVA) i (KPA)
- ZGB 33
- ZB vz. 30
- ZB-50
- ZB-53
- Vz. 37

### Puščane granate i ručne bombe

#### Komanda Ujedinjenih nacija
- M1A2 grenade adapter
- M7A1 rifle grenade launcher for M1 Garand
- M8 rifle grenade launcher for M1 Carbine
- M9/A1 HEAT (High Explosive Anti-Tank) rifle grenade
- M17A1 illumination rifle grenade
- M18A1 illumination rifle grenade
- M28 anti-tank rifle grenade (kopija ENERGA anti-tank rifle grenade)
- M62 fragmentation hand grenade
- Mark I illumination hand grenade
- Mark II fragmentation hand grenade
- No.36M Mk.I Fragmentaciona ručna bomba br.36M Mk.I (poznata i kao "Mills bomba")

#### Komunističke države
- F1 fragmentation hand grenade
- M1917 stick grenade
- RG-42 fragmentation hand grenade
- RGD-33 fragmentation hand grenade
- RPG-43 HEAT (visoko eksplozivna protivtenkovska) ručna bomba
- Type 23 grenade (PVA)

### Raketni bacači, bestrzajne puške i bacači plamena

#### Komanda Ujedinjenih nacija
- M2 flamethrower
- M9A1 2.36-inch Bazooka rocket launcher
- M18 57 mm recoilless rifle
- M20 3.5-inch Super Bazooka rocket launcher
- M20 75 mm recoilless rifle
- M25 3.5-inch repeating rocket launcher (samo ograničeno borbeno testiranje)
- Projector, Infantry, Anti Tank (samo australijske trupe, korišćene u ranim fazama rata.)

#### Komunističke države
- Type 36 57mm recoilless rifle (kineska kopija američke puške M18 recoilless rifle)
- Type 51 90mm rocket launcher (kineska kopija američke bazuke M20 Super Bazooka)

### Minobacači

#### Komanda Ujedinjenih nacija
- M1 81 mm mortar
- M2 4.2-inch mortar
- M2 60 mm mortar
- M19 60 mm mortar
- M30 107 mm mortar
- Ordnance ML 3-inch mortar
- Ordnance ML 4.2-inch mortar
- Ordnance SBML 2-inch mortar

#### Komunističke države
- 8 cm Granatwerfer 34
- 82-BM-41 minobacač
- 120-PM-43 mortar
- Type 31 mortar (PVA)

## Artiljerija

### Komanda Ujedinjenih nacija
- M1 240 mm howitzer
- M2 90 mm cannon
- M16 110 mm rocket launcher
- M59 155 mm field cannon (tada označen kao M1 i M2 long Tom)
- M101 105 mm howitzer (tada označena kao M2A1 - vučena haubica)
- M114 155 mm howitzer (tada označena kao M1A1 - vučena haubica)
- M115 203 mm howitzer (tada označena kao M2 - vučena haubica)
- Type 38 75 mm field cannon
- Type 98 20 mm AA machine cannon
- Ordnance BL 5.5-inch cannon
- Ordnance QF 17-pounder anti-tank gun
- Ordnance QF 25-pounder field cannon

### Komunističke države
- 37 mm 61-K M1939 automatic air defense gun
- 45 mm M1942 (M-42) anti-tank gun
- 85 mm 52-K M1939 air defense gun
- 100 mm BS-3 M1944 field cannon
- 100 mm KS-19 air defense gun
- 122 mm A-19 M1931/37 cannon
- 122 mm M-30 M1938 howitzer
- 152 mm ML-20 M1937 howitzer
- Katyusha rocket launcher
- Type 38 75 mm field cannon
- Type 98 20 mm AA machine cannon
- ZiS-2 57 mm M1943 anti-tank gun
- ZiS-3 76 mm M1942 divisional cannon

## Vozila

### Ostala vozila

#### Komanda Ujedinjenih nacija
- AEC Armoured Car
- Daimler Armoured Car
- Daimler Scout Car (Takođe poznat kao Daimler Dingo oklopni automobil)
- M3A2 Half-track armored personnel carrier
- M7B1 and M7B2 105 mm Priest howitzer motor carriage
- M8 Greyhound Oklopni automobil
- M16 Multiple Gun Motor Carriage
- M19 Gun Motor Carriage
- M20 Armored Utility Car
- M29C Weasel supply carrier
- M37 105 mm Howitzer Motor Carriage
- M39 Armored Utility Vehicle
- M40 155 mm Gun motor carriage
- M41 155 mm Gorilla howitzer motor carriage
- M43 203 mm Howitzer motor carriage
- Universal Carrier
- Willys MB (takođe poznat kao džip)

#### Komunističke države
- BA-64 Oklopni automobi
- BTR-40 Oklopni transporter
- GAZ-67 Džip
- SU-76 Samohodni top

### Tenkovi

#### Komanda Ujedinjenih nacija
- M4A3E8 Sherman
- M24 Chaffee
- M26 Pershing
- M36 tank destroyer
- M42B5 Sherman (naoružan topom od 105 mm i bacačem plamena POA-CVS-H5)
- M46 Patton
- A22 Churchill infantry tank (C eskadrila 7. Royal Tank Regiment, 8th King's Royal Irish Hussars)
- A27M Cromwell tank cruiser (Royal Tank Regiment, 8th King's Royal Irish Hussars)
- A34 Comet tank cruiser
- A41 Centurion Mark III tank cruiser (5th Royal Tank Regiment, 5th Royal Inniskilling Dragoon Guards, 8th King's Royal Irish Hussars)
- M4A3 Sherman (Lord Strathcona's Horse (Royal Canadians) (2nd Armoured Regiment))
- M4A3E8 Sherman
- M10 Achilles

#### Komunističke države
- IS-2 M1944 (PVA)
- M4A2E8 76 mm with HVSS Sherman Emcha (Od Sovjeta Lend-Lease Act tokom Drugog svetskog rata)
- M5A1 Stuart (PVA)
- T-34-85

### Avion

#### Komanda Ujedinjenih nacija

##### Amerika
Jurišni avioni
- Chance-Vought AU-1 Corsair (USMC)
- Douglas AD-1 Skyraider (USN, USMC)
- Douglas AD-4 Skyraider (USN, USMC)
- Grumman AF-2S Guardian (USN)
- Grumman-General Motors TBM-3S (USN)

Avioni bombarderi
- Boeing B-29A Superfortress (USAF)
- Douglas B-26B and C Invader (USAF)

Borbeni avioni
- Chance-Vought F4U-4B Corsair (USN, USMC)
- Chance-Vought F4U-4C Corsair (USN, USMC)
- Chance-Vought F4U-5N Corsair Noćni lovac (USMC)
- Chance-Vought F4U-5-NL Corsair Noćni lovac (USMC)
- Douglas F3D-2N Skyknight Noćni lovac (USN, USMC)
- Grumman F7F-3N Tigercat Noćni lovac (USMC)
- Grumman F9F-2 Panther (USN, USMC)
- Grumman F9F-3 Panther (USN, USMC)
- Grumman F9F-5 Panther (USN, USMC)
- Lockheed F-80C Shooting Star (USAF)
- Lockheed F-94B Starfire (USAF)
- McDonnell F2H-2 Banshee (USN, USMC)
- North American F-51D Mustang (USAF)
- North American F-82F and G Twin Mustang (USAF)
- North American F-86A, E and F Sabre (USAF)
- Republic F-84E and G Thunderjet (USAF)

Avioni za vezu, izviđanje i posmatranje
- Aeronca L-16A (USAF)
- Boeing RB-17G Flying Fortress (USAF)
- Boeing RB-29 Superfortress (USAF)
- Boeing WB-29 Superfortress (USAF)
- Boeing RB-50A, B and E Superfortress (USAF)
- Cessna L-19 Bird Dog (USMC, USAF, američka vojska)
- Chance-Vought F4U-4P Corsair (USMC)
- Convair RB-36D Peacemaker (USAF)
- De Havilland Canada L-20 Beaver (USAF)
- Douglas RB-26 Invader (USAF)
- Douglas WB-26 Invader (USAF)
- Grumman F9F-2P Panther (USN, USMC)
- Grumman F9F-5P Panther (USN, USMC)
- Lockheed RF-80C Shooting Star (USAF)
- McDonnell F2H-2P Banshee (USN, USMC)
- North American AT-6 Texan (USAF)
- North American AT-6G Texan (USAF)
- North American LT-6G Texan (USAF)
- North American RB-45C Tornado (USAF)
- North American RF-51 Mustang (USAF)
- North American RF-86A Sabre (USAF)
- North American T-6C, F and G Texan (USAF)
- North American-Ryan L-17 Navion (USAF, američka vojska)
- Piper L-4 (USAF)
- Stinson L-5G Sentinel (USMC, USAF, američka vojska)

Patrolni, tragački i spasilački avioni
- Boeing SB-17G Flying Fortress (USAF)
- Boeing SB-29 Superfortress (USAF)
- Consolidated OA-10 Catalina (USAF)
- Consolidated P4Y Privateer (USN)
- Douglas AD-4W Skyraider (USN, USMC)
- Grumman AF-2W Guardian (USN)
- Grumman SA-16A Albatross (USAF)
- Lockheed P2V-3/3W/4 Neptune (USN)
- Martin PBM-5 Mariner (USN)

Avioni tankeri
- Boeing KB-29M Superfortress (USAF)

Transportni i pomoćni avioni
- Beechcraft C-45F Expediter (USAF)
- Curtiss C-46D Commando (USAF)
- Douglas C-47A and B Skytrain (USAF)
- Douglas C-54G Skymaster (USAF)
- Douglas C-124A Globemaster II (USAF)
- Douglas R4D-5 Skytrain (USMC)
- Douglas R5D-3 Skymaster (USMC)
- Fairchild C-82A Packet (USAF)
- Fairchild C-119B and C Flying Boxcar (USAF)
- Fairchild R4Q-1 Flying Boxcar (USMC)
- Grumman-General Motors TBM-3E and R laka teretna/hitna pomoć (USMC)
- Grumman-General Motors TBM-3U Utility (USN)

Helikopteri
- Bell H-13D Sioux (USMC, američka vojska)
- Hiller OH-23B/C/D/F/G Raven (američka vojska)
- Sikorsky H-5F and G (USAF)
- Sikorsky H-19C Chickasaw (USAF, američka vojska)
- Sikorsky HO3S-1 (USN, USMC)
- Sikorsky HRS-1 Chickasaw (USMC)

##### Velika Britanija i Komonvelt
Jurišni avioni
- Fairey Firefly Mk.5 (Royal Navy 800 Naval Air Squadron), (Royal Australian Navy)
- Hawker Sea Fury FB.Mk.11 (Kraljevska mornarica 800, 810 Naval Air Skuadron), (Kraljevska mornarica Australije)

Borbeni avioni
- Fairey Firefly Mk.5 Noćni lovac (Kraljevska mornarica 800, 801 mornarička vazdušna eskadrila, Kraljevska mornarica Australije)
- Gloster Meteor F.Mk.8 (Kraljevsko vazduhoplovstvo Australije)
- North American F-86F Sabre (Južnoafričko vazduhoplovstvo)
- North American Mustang IV (Royal Australian Air Force, South African Air Force)
- Supermarine Seafire Mk.47 (Royal Navy 800, 801 Naval Air Squadrons)

Avioni za vezu, izviđanje i posmatranje
- Auster AOP.6 (Royal Air Force)
- Cessna L-19 Bird Dog (Kraljevsko vazduhoplovstvo Australije)

Patrolni, tragački i spasilački avioni
- Short S.25 Sunderland (Kraljevsko vazduhoplovstvo)
- Supermarine ASR.II Sea Otter  (kraljevske mornarice 825 Naval Air Squadron)

Transportni avioni
- Douglas C-47 Dakota (Kraljevsko australijsko vazduhoplovstvo)
- Douglas C-54GM North Star Mark I (Royal Canadian Air Force)

##### Republika Koreja
Jurišni avioni
- North American F-51D Mustang (ROKAF)
- North American T-6 Texan

Borbeni avioni
- North American F-51D Mustang (ROKAF)

Avioni za vezu, izviđanje i posmatranje
- Aeronca L-16 (ROKAF)
- Cessna L-19 Bird Dog (ROKAF)
- North American T-6 Texan (ROKAF)
- North American-Ryan L-17 Navion (ROKAF)
- Piper L-4 Grasshopper (ROKAF)
- Stinson L-5 Sentinel (ROKAF)

Transportni avioni
- Douglas C-47 Skytrain (ROKAF)

#### Komunističke države
Jurišni avioni
- Ilyushin Il-2 Shturmovik (KPAF, PLAAF)
- Ilyushin Il-10 Shturmovik - 60 (KPAF, PLAAF)
- Ilyushin Il-10U Shturmovik - 33 (KPAF, PLAAF)

Avioni bombarderi
- Polikarpov Po-2LNB (KPAF)
- Tupolev Tu-2S (KPAF, PLAAF)
- Yakovlev Yak-18 (KPAF)

Borbeni avioni
- Lavochkin La-9 (KPAF, PLAAF)
- Lavochkin La-11
- Mikoyan-Gurevich MiG-15 (KPAF, PLAAF, Soviet Air Force)
- Mikoyan-Gurevich MiG-15bis (KPAF, PLAAF, Soviet Air Force)
- Yakovlev Yak-9P - 79 (KPAF, PLAAF)

Transportni avioni
- Antonov An-2 (PLAAF, sovjetsko vazduhoplovstvo)
- Douglas C-47 Skytrain (KPAF, PLAAF, sovjetsko vazduhoplovstvo)
- Ilyushin Il-12 (PLAAF, sovjetsko vazduhoplovstvo)
- Lisunov Li-2 (KPAF, PLAAF, sovjetsko vazduhoplovstvo)

## Bibliografija
- Rottman, Gordon L.  Korean War Order of Battle.  Westport, CT: Praeger Publishing, 2002.

## Spoljašnje veze
- Korean War weapons
- Japanese weapons in the Korean war